# Carleson–Jacobs sats
Inom matematiken är Carleson–Jacobs sats, introducerad av Carleson och  Jacobs (1972), ett resultat om bästa approximationen av kontinuerliga funktioner på enhetscirkeln med en funktion i ett Hardyrum.

### Fotnoter
1. ↑  Garnett 1981, sid. 139.